# كاثرين إس. فرينش
كاثرين إس. فرينش (بالإنجليزية: Kathrine S. French)‏ هي عالمة الإنسان أمريكية، ولدت في 5 يونيو 1922 في تشامبيغن في الولايات المتحدة، وتوفيت في 14 يونيو 2006.